# Yehuda Amichai
Yehuda Amichai (hebraisk: הודה עמיחי) (egentlig født Ludwig Pfeuffer, 3. maj 1924 i Würzburg, Tyskland – 22. september 2000 i Jerusalem, Israel) var en israelsk digter.
I 1930'erne flygtede han med sin familie til Palæstina. Han var soldat under 2. verdenskrig og den arabisk-israelske krig.
Amichai var uddannet i litteratur fra Det hebraiske universitet i Jerusalem. Han regnes af mange for at være blandt de største digtere i det moderne Israel.
På dansk er udgivet digtsamlingen En stille glæde.